# Втікачі (фільм, 1932)
«Втікачі» (рос. Беглецы) — радянський агітаційно-пропагандистський художній фільм 1932 року, знятий режисером Юрієм Таричем. Картина отримала негативну рецензію і в прокат випущена не була. Плівка не збереглася.

## Сюжет
Дія фільму розгортається під час можливої війни на території противника. Зв'язківець однієї з частин Червоної Армії, посланий з донесенням до штабу, потрапляє під обстріл. Будучи боягузом, він кидає мотоцикл і тікає з фронту. Однак дезертира наздоганяє вартовий-однополчанин і, заарештувавши, конвоює його назад в частину. Зупинившись на відпочинок в селі, вони потрапили до рук ворога. Тільки завдяки пильності та солідарності іноземних робітників вдається розладнати плани противника, засновані на даних, отриманих від полонених червоноармійців. З розгромом супротивника вони знову опиняються у своїй частині. Слідує заслужене покарання — розстріл.

## У ролях
| Актор                | Роль            |
| -------------------- | --------------- |
| Микола Прозоровський | головна роль    |
| Віктор Захаров       | головна роль    |
| В. Голованов         | другорядна роль |
| Любов Мозалевська    | солдатка        |

## Знімальна група
- Режисер — Юрій Тарич
- Сценаристи — В. Голованов, В. Басов
- Оператор — Іван Тихомиров